# Місцеві правила забудови
Місце́ві пра́вила забудо́ви — нормативно-правовий акт, яким встановлюється порядок планування і забудови та іншого використання територій, окремих земельних ділянок, а також перелік усіх допустимих видів, умов і обмежень забудови та іншого використання територій та окремих земельних ділянок у межах зон, визначених планом зонування.